# Fenylpiracetam
Fenylpiracetam är en kemisk förening med formeln C12H14N2O2. Ämnet är ett medicinskt preparat som utvecklades i Ryssland och påstås öka fysisk uthållighet och tolerans för kyla. Det har också visats att fenylpiracetam kan användas vid behandling av flera medicinska åkommor. I Ryssland finns det tillgängligt som den receptbelagda medicinen "Phenotropil". Fenylpiracetam betraktas som dopning. Ämnet har marknadsförts under varunamnet Carphedon.
Det senaste fallet av doping med fenylpiracetam är ryskan Olga Pyleva som tog silver i skidskyttets distanslopp i de Olympiska vinterspelen 2006 i Turin. Innan detta, var det senaste fallet den tyske cyklisten Danilo Hondo.